# نائل نصار
نائل نصار هو فارس مصري مثل مصر في أولمبياد 2012 وأولمبياد 2020. في 29 يناير 2020 أعلن نائل وجينيفر بنت بيل غيتس عن خطوبتهما.